# Liste des titres de comte dans la pairie du Royaume-Uni
Cet article est une compilation des titres de comtes actifs dans la pairie du Royaume-Uni.
| Titre                            | Création | Autres titres                                                                               |
| -------------------------------- | -------- | ------------------------------------------------------------------------------------------- |
| Comte de Rosslyn                 | 1801     |                                                                                             |
| Comte de Craven                  | 1801     |                                                                                             |
| Comte d'Onslow                   | 1801     |                                                                                             |
| Comte de Romney                  | 1801     |                                                                                             |
| Comte de Chichester              | 1801     |                                                                                             |
| Comte de Wilton                  | 1801     |                                                                                             |
| Comte de Powis                   | 1804     |                                                                                             |
| Comte Nelson                     | 1805     |                                                                                             |
| Comte Grey                       | 1806     |                                                                                             |
| Comte de Lonsdale                | 1807     |                                                                                             |
| Comte d'Harrowby                 | 1809     |                                                                                             |
| Comte d'Harewood                 | 1812     |                                                                                             |
| Comte de Minto                   | 1813     |                                                                                             |
| Comte Cathcart                   | 1814     |                                                                                             |
| Comte de Verulam                 | 1815     |                                                                                             |
| Comte de St Germans              | 1815     |                                                                                             |
| Comte de Morley                  | 1815     |                                                                                             |
| Comte de Bradford                | 1815     |                                                                                             |
| Comte d'Eldon                    | 1821     |                                                                                             |
| Comte Howe                       | 1821     |                                                                                             |
| Comte de Stradbroke              | 1821     |                                                                                             |
| Comte Temple de Stowe            | 1822     |                                                                                             |
| Comte Vane                       | 1823     | Marquis de Londonderry dans la pairie d'Irlande                                             |
| Comte Cawdor                     | 1827     |                                                                                             |
| Comte de Burlington              | 1831     | Duc de Devonshire dans la pairie d'Angleterre                                               |
| Comte de Lichfield               | 1831     |                                                                                             |
| Comte de Durham                  | 1833     |                                                                                             |
| Comte Granville                  | 1833     |                                                                                             |
| Comte d'Effingham                | 1837     |                                                                                             |
| Comte de Ducie                   | 1837     |                                                                                             |
| Comte d'Yarborough               | 1837     |                                                                                             |
| Comte Innes                      | 1837     | Duc de Roxburghe dans la pairie d'Écosse                                                    |
| Comte de Leicester               | 1837     |                                                                                             |
| Comte de Lovelace                | 1838     |                                                                                             |
| Comte de Gainsborough            | 1841     |                                                                                             |
| Comte de Strafford               | 1847     |                                                                                             |
| Comte de Cottenham               | 1850     |                                                                                             |
| Comte Cowley                     | 1857     |                                                                                             |
| Comte de Winton                  | 1859     | Comte d'Eglinton dans la pairie d'Écosse                                                    |
| Comte de Dudley                  | 1860     |                                                                                             |
| Comte Russell                    | 1861     |                                                                                             |
| Comte de Cromartie               | 1861     |                                                                                             |
| Comte de Kimberley               | 1866     |                                                                                             |
| Comte de Wharncliffe             | 1876     |                                                                                             |
| Comte Cairns                     | 1878     |                                                                                             |
| Comte de Lytton                  | 1880     |                                                                                             |
| Comte de Selborne                | 1882     |                                                                                             |
| Comte d'Iddesleigh               | 1885     |                                                                                             |
| Comte de Cranbrook               | 1892     |                                                                                             |
| Comte d'Halsbury                 | 1898     |                                                                                             |
| Comte de Cromer                  | 1901     |                                                                                             |
| Comte de Plymouth                | 1905     |                                                                                             |
| Comte de Liverpool               | 1905     |                                                                                             |
| Comte de Midlothian              | 1911     | Comte de Rosebery dans la pairie d'Écosse                                                   |
| Comte Kitchener de Khartoum      | 1914     |                                                                                             |
| Comte St Aldwyn                  | 1915     |                                                                                             |
| Comte Beatty                     | 1919     |                                                                                             |
| Comte Haig                       | 1919     |                                                                                             |
| Comte d'Iveagh                   | 1919     |                                                                                             |
| Comte de Balfour                 | 1922     |                                                                                             |
| Comte d'Oxford et Asquith        | 1925     |                                                                                             |
| Comte Jellicoe                   | 1925     | Baron Jellicoe de Southampton à vie                                                         |
| Comte d'Inchcape                 | 1929     |                                                                                             |
| Comte Peel                       | 1929     |                                                                                             |
| Comte de Strathmore et Kinghorne | 1937     | Comte de Strathmore et Kinghorne dans la pairie d'Écosse                                    |
| Comte Baldwin de Bewdley         | 1937     |                                                                                             |
| Comte d'Halifax                  | 1944     |                                                                                             |
| Comte de Gowrie                  | 1945     |                                                                                             |
| Comte Lloyd-George de Dwyfor     | 1945     |                                                                                             |
| Comte Mountbatten de Burma       | 1947     |                                                                                             |
| Comte Alexander de Tunis         | 1952     |                                                                                             |
| Comte de Swinton                 | 1955     |                                                                                             |
| Comte Attlee                     | 1955     |                                                                                             |
| Comte de Chester                 | 1958     | Duc de Cornouailles dans la pairie d'Angleterre, et duc de Rothesay dans la pairie d'Écosse |
| Comte de Snowdon                 | 1961     | Baron Armstrong-Jones à vie                                                                 |
| Comte de Stockton                | 1984     |                                                                                             |
| Comte de Wessex                  | 1999     |                                                                                             |